# Томорр (національний парк)
Національний парк Томорр (алб. Parku Kombëtar i Malit te Tomorrit  -  національний парк, розташований в південній Албанії. Він охоплює центральні і вищі частини масиву Томорр. 

## Опис
Парк був створений 1956 року і вважається однією з найважливіших заповідних територій для підтримання гірського біорізноманіття та цілісності екосистем на національному рівні. Парк був визнаний "Важливою зоною рослин, що має міжнародне значення", за програмою Plantlife. 
З 2012 охоплював площу 261.06 км², а з 2019 р. розширився, включивши територію кар’єру.
Парк переважно лежить в області Берат і лише 1 278 га - в області Ельбасан.  
Масив Томорр - антикліналь , складена з вапняків і карсту . Гора є однією з найвищих природних точок південної Албанії, що піднімається між долинами річок Осумі і Томорріца на схід  близько до Берат .
Парк лежить в межах наземного екорегіону Піндські мішані ліси біому Палеарктичного лісових масивів та чагарників Середземномор'я. Різноманітна геологія та рельєф призвели до унікального різноманіття флори та фауни. Ліси Національного парку Томорр складаються з багатьох видів листяних та хвойних дерев та великої різноманітності квітів. У лісах парку зустрічаються такі види рослин як бук звичайний, боснійська сосна, ліщина турецька, лінарія, тирлич жовтий тирча, осінній крокус, грецька біла балка, омела звичайна, волошка та багато інших.  Численні види великих ссавців, такі як вовки, лисиці, кабани, сарни, дикі кози, зайці, а також птахів - беркути, сови і перепелятники, можна знайти в національному парку. До дрібних ссавців належать соня лісова та мишак європейський. 
Характерні риси рельєфу в межах національного парку включають каньйон та річку Осум і гірський масив Томорр, який також є священним місцем для християн і бекташі.